# Organo di Eimer

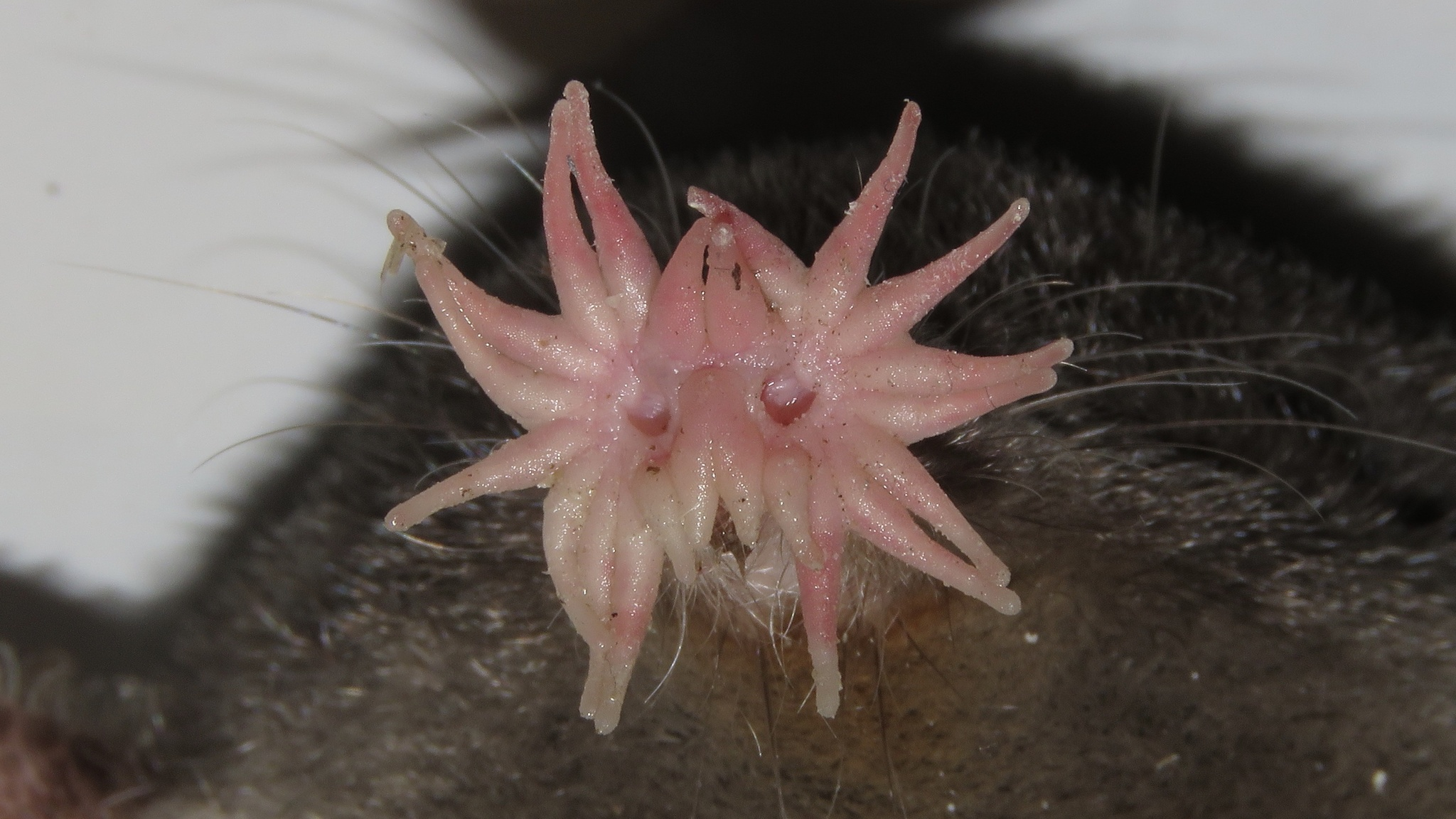
Organo di Eimer sul muso di una talpa dal muso stellato (Condylura cristata)

Gli organi di Eimer sono organi sensoriali la cui epidermide è modificata tanto da formare papille bulbose.
Isolati per la prima volta da Theodor Eimer nella talpa europea nel 1871, questi organi sono presenti in molte talpe e sono particolarmente comuni nella talpa dal muso stellato, che ne ha ben 30.000 sul suo strano muso tentacolato. Questi organi sono formati da uno strato di cellule epidermiche, innervate nel derma da processi nervosi composti da fibre mieliniche, che formano rigonfiamenti terminali proprio sotto lo strato esterno cheratinizzato dell'epidermide.
Nell'epidermide, contengono un complesso di neuriti e cellule di Merkel e nel tessuto connettivo dermico è presente un corpuscolo lamellato.